# Michel Kaplan
Pour les articles homonymes, voir Kaplan.
Michel Kaplan, né le 15 avril 1946 à Neuilly-sur-Seine, est un historien médiéviste français, agrégé d'histoire et docteur d'État. Il est un byzantiniste spécialiste de l'histoire des mentalités, de l'espace rural et de l'hagiographie dans le monde byzantin.

## Biographie
Élève de Paul Lemerle, Michel Kaplan commence sa carrière comme assistant, maître-assistant puis maître de conférences à l'université Paris I Panthéon-Sorbonne. Il y soutient sa thèse d'État en 1987 intitulée « Les hommes et la terre à Byzance du VIe au XIe siècle : propriété et exploitation du sol », y devient professeur d'histoire médiévale en 1988, et préside cette université de 1999 à 2004. Il prend sa retraite en 2015,.
Ses travaux sur la ruralité ont contribué à faire évoluer la perception du monde des campagnes dans l'Empire byzantin. Il y développe l'idée d'une permanence des structures paysannes au travers des siècles, faisant remonter les origines d'une petite propriété paysanne dès le VIe siècle, soit avant les bouleversements des invasions arabes qui contraignent l'Empire byzantin à se replier territorialement et à faire évoluer ses structures au VIIe siècle. En cela, ils se distinguent de la vision jusque là traditionnelle qui estimait que ce sont ces bouleversements qui ont favorisé le développement de la petite propriété alors que l'aristocratie est contrainte de se transformer. Il fait valoir la permanence des modes d'exploitation des sols, reposant sur l'exploitation familiale, quelle que soit le régime de propriété de la terre et une productivité qui évolue peu.
De manière générale, ses travaux appuient le constat de la ruralité et du village comme éléments structurants de la société byzantine, tout au moins pour la période allant du VIe au XIe siècle, soit jusqu'à l'époque où l'aristocratie s'empare des terres précédemment tenues par la petite paysannerie. Il analyse ce processus comme ne modifiant pas le principe de l'exploitation familiale mais aboutissant à une baisse des revenus de l'État du fait des exonérations fiscales recherchées par les grands propriétaires fonciers, alors même que la petite paysannerie constituait la base de la fiscalité byzantine.

## Fonctions
- Président de l'université de Paris I Panthéon-Sorbonne (1999-2004)
- 2ème vice-président de la Conférence des présidents d'université (2002-2004)
- Président du CFEB (Comité français des études byzantines)
- Directeur de recherches d'histoire et civilisation byzantines et du Proche-Orient à Paris-I
- Trésorier de l'Association internationale des études byzantines
- Membre du jury d'oral à l'agrégation externe d'histoire

## Principales publications
- Les propriétés de la Couronne et de l'Église dans l'Empire byzantin, Ve – VIe siècles : documents, Paris, Publications de la Sorbonne, 1976.
- Le Proche-Orient médiéval : des Barbares aux Ottomans, Paris, Hachette, 1978, nouv. éd. 1988, 1990, 1997, 2003 et 2006 (avec Alain Ducellier et Bernadette Martin).
- Tout l'or de Byzance, coll. « Découvertes Gallimard / Histoire » (no 104), Paris, Gallimard, 1991.
- Les hommes et la terre à Byzance du VIe au XIe siècle : propriété et exploitation du sol, Publications de la Sorbonne, 1992.
- Les saints et leur sanctuaire à Byzance : textes, images et monument, Paris, Publications de la Sorbonne, 1993 (avec Catherine Jolivet-Lévy et Jean-Pierre Sodini).
- La chrétienté orientale, du début du VIIe siècle au milieu du XIe siècle : textes et documents, Paris, SEDES, 1996 (avec Marie-France Auzépy et Bernadette Martin-Hisard).
- La chrétienté byzantine, du début du VIIe siècle au milieu du XIe siècle : images et reliques, moines et moniales, Constantinople et Rome, Paris, SEDES, 1997.
- Le Moyen Âge, Paris, Bréal, 2000 (tome I : IVe – Xe siècles, tome II : XIe XVe siècles) (dir. Michel Kaplan, auteurs : Michel Zimmermann, Christophe Picard).
- Le sacré et son inscription dans l'espace à Byzance et en Occident : études comparée, Paris, Publications de la Sorbonne, 2001 (direction).
- Monastères, images, pouvoirs et société à Byzance, Paris, Publications de la Sorbonne, 2006 (codirection avec Paule Pagès).
- Byzance : villes et campagnes, Paris, Picard, 2006 (recueil d'articles).
- (avec A. Ducellier) Byzance : IVe-XVe siècle, Paris, Hachette, 2006.
- Byzance, Paris, Les Belles lettres, 2007.
- Pouvoirs, Église et sainteté : essais sur la société byzantine, Paris, Publications de la Sorbonne, 2011 (recueil d'articles).
- Le Moyen Âge en Orient : Byzance et l'islam (avec A. Ducellier, B. Martin, F. Micheau), Paris, Hachette, 2012.
- Pourquoi Byzance ?: Un empire de onze siècles, Paris, Gallimard, 2016.
- L’or et la pourpre à la cour de Byzance (Xe siècle), Paris, Les Belles Lettres, 2022.

## Distinctions

### Décorations
- Chevalier de la Légion d'honneur (2012)[6].
- Chevalier de l'ordre national du Mérite (2003)[7].
- Chevalier de l'ordre des Palmes académiques.

### Récompenses
- Prix Diane-Potier-Boès de l'Académie française (2017)[8].